# Yuki Soma
Yuki Soma (født 25. februar 1997) er en japansk fodboldspiller, som spiller for den japanske fodboldklub Nagoya Grampus.